# Tour de Suisse 1949
Die 13. Tour de Suisse fand vom 30. Juli bis 6. August 1949 statt. Sie wurde in acht Etappen über eine Distanz von 1874 Kilometern ausgetragen.
Gesamtsieger wurde der Schweizer Gottfried Weilenmann. Die Rundfahrt startete in Zürich mit 75 Fahrern aus acht Ländern, von denen 45 Fahrer am letzten Tag ebenfalls in Zürich ins Ziel kamen.
Bei dieser Austragung wurde die längste aller Etappen der Tour de Suisse von Ascona nach Genf über 350 Kilometer ausgefahren. Der Franzose André Brulé erreichte dabei das Simplon-Hospiz eine Viertelstunde vor dem bummelnden Feld. Angesichts des prophezeiten Gegenwinds im Rhonetal und einer schier endlosen Fahrt bis Genf gönnte er sich auf dem Simplon eine Siesta und soll Ansichtskarten geschrieben haben: «Salutations du Simplon, André». Er erreichte Genf schließlich als Erster mit einem Vorsprung von 11:20:31 Minuten.

## Etappen
| Etappe    | Tag       | Start – Ziel    | km  | Etappensieger       | Gesamtwertung        |
| --------- | --------- | --------------- | --- | ------------------- | -------------------- |
| 1. Etappe | 30. Juli  | Zürich – Arbon  | 250 | Ernst Stettler      | Ernst Stettler       |
| 2. Etappe | 31. Juli  | Arbon – Davos   | 174 | Georges Aeschlimann | Ernst Stettler       |
| 3. Etappe | 1. August | Davos – Ascona  | 201 | Charles Guyot       | Gottfried Weilenmann |
| 4. Etappe | 2. August | Ascona – Genf   | 350 | André Brulé         | Gottfried Weilenmann |
| 5. Etappe | 3. August | Genf – Freiburg | 183 | Ernst Stettler      | Gottfried Weilenmann |
| 6. Etappe | 4. August | Freiburg – Bern | 268 | Adolph Verschueren  | Gottfried Weilenmann |
| 7. Etappe | 5. August | Bern – Basel    | 223 | Waard Peters        | Gottfried Weilenmann |
| 8. Etappe | 6. August | Basel – Zürich  | 225 | Fritz Schär         | Gottfried Weilenmann |